# Робер Жонке
Робер Жонке (фр. Robert Jonquet; Париз, 3. мај 1925 — Ремс, 18. децембар 2008) био је француски фудбалер и тренер.

## Биографија
Играо је на позицији одбрамбеног играча. Учесник Светских првенстава 1954. и 1958. Освојио је треће место са репрезентацијом на Светском првенству 1958. у Шведској.
Већи део каријере провео је у Ремсу, са којим је пет пута освојио француско првенство и два пута стигао до финала Купа европских шампиона (1956 и 1959). Један је од најбољих дефанзиваца у историји француског фудбала. Одиграо је 58 утакмица за репрезентацију Француске, био њен капитен.
После завршетка играчке каријере, тренирао је Ремс и још неколико француских клубова. Дана 5. децембра 2008. године, завршена је обнова стадиона у Ремсу, а једна од трибина добила је име по Жонки који је присуствовао догађају. Само две недеље касније, 18. децембра, преминуо је у 83. години.

## Успеси
- Прва лига Француске: 1949, 1953, 1955, 1958, 1960.
- Куп Француске: 1950, 1958.
- Латински куп: 1953.
- Суперкуп Француске: 1955, 1958, 1960.